# Escarabajosa de Cabezas
Escarabajosa de Cabezas er en by og kommune i det centrale Spanien i provinsen Segovia. Den har et indbyggertal på 276 (2024) indbyggere.